# Galeazzo Cavriani
Galeazzo Cavriani (Mantova, 1406 – Mantova, 18 luglio 1466) è stato un vescovo cattolico italiano.

## Biografia
Era figlio primogenito di Francesco Cavriani (m. 1439), della aristocratica famiglia Cavriani di Mantova.
Compì studi giuridici all'Università di Bologna e grazie all'intercessione del marchese Gianfrancesco Gonzaga divenne arciprete di Mantova.
Poco dopo la morte di Gianfrancesco, il suo successore Ludovico III Gonzaga, nel 1444  approvò l'elezione di Galeazzo a vescovo di Mantova.
Nel 1445 Papa Eugenio IV lo nominò governatore di Perugia e fu governatore di Roma dal 1459 al 1460, facendo poi ritorno alla città natale. Durante la sua assenza Papa Pio II convocò a Mantova un concilio per prendere un'azione comune contro i Turchi Ottomani che conquistarono Costantinopoli e stavano per prendere possesso di tutto l'Impero bizantino, guidati da Maometto II.
Morì nel 1466 e fu sepolto nella Cattedrale di San Pietro a Mantova.